# Xã Pineville North, Quận McDonald, Missouri
Xã Pineville North (tiếng Anh: Pineville North Township) là một xã thuộc quận McDonald, tiểu bang Missouri, Hoa Kỳ. Năm 2010, dân số của xã này là 1.576 người.